# Ban-sur-Meurthe-Clefcy
Ban-sur-Meurthe-Clefcy település Franciaországban, Vosges megyében. Lakosainak száma 961 fő (2022. január 1.). Ban-sur-Meurthe-Clefcy Fraize, Plainfaing, Le Valtin, Xonrupt-Longemer, Anould és Gerbépal községekkel határos.

## Népesség
A település népességének változása:
| Lakosok száma | 982  | 966  | 980  | 949  | 947  | 946  | 952  | 957  | 961  |
|               | 2013 | 2015 | 2016 | 2017 | 2018 | 2019 | 2020 | 2021 | 2022 |